# Temperate House
La Temperate House, aperta nel 1862, è una serra per le piante più grandi dei Kew Royal Botanic Gardens. Di forma rettangolare, con copertura a falde, i suoi pilastri sostengono costoloni in ferro battuto, Decimus Burton e l'ingegnere irlandese, Richard Turner, i progettisti, diedero alla serra un mix di motivi decorativi, terminali, frontoni, capitelli in foglia d'acanto, urne e statue in pietra di Coade Secondo Greg Redwood, capo delle serre di Kew, "L'effetto è simile ai padiglioni contemporanei del molo di ferro di Eugenius Birch ".
Venne posizionata per essere la prima costruzione che i visitatori avrebbero dovuto incontrare quando varcavano i cancelli dopo la costruzione della prima stazione ferroviaria a Kew che sarebbe dovuta essere costruita alla fine del viale adiacente. Tuttavia, la stazione ferroviaria di Kew Gardens venne costruita 450 metri a nord, lasciando la serra "un po' isolata nel paesaggio".

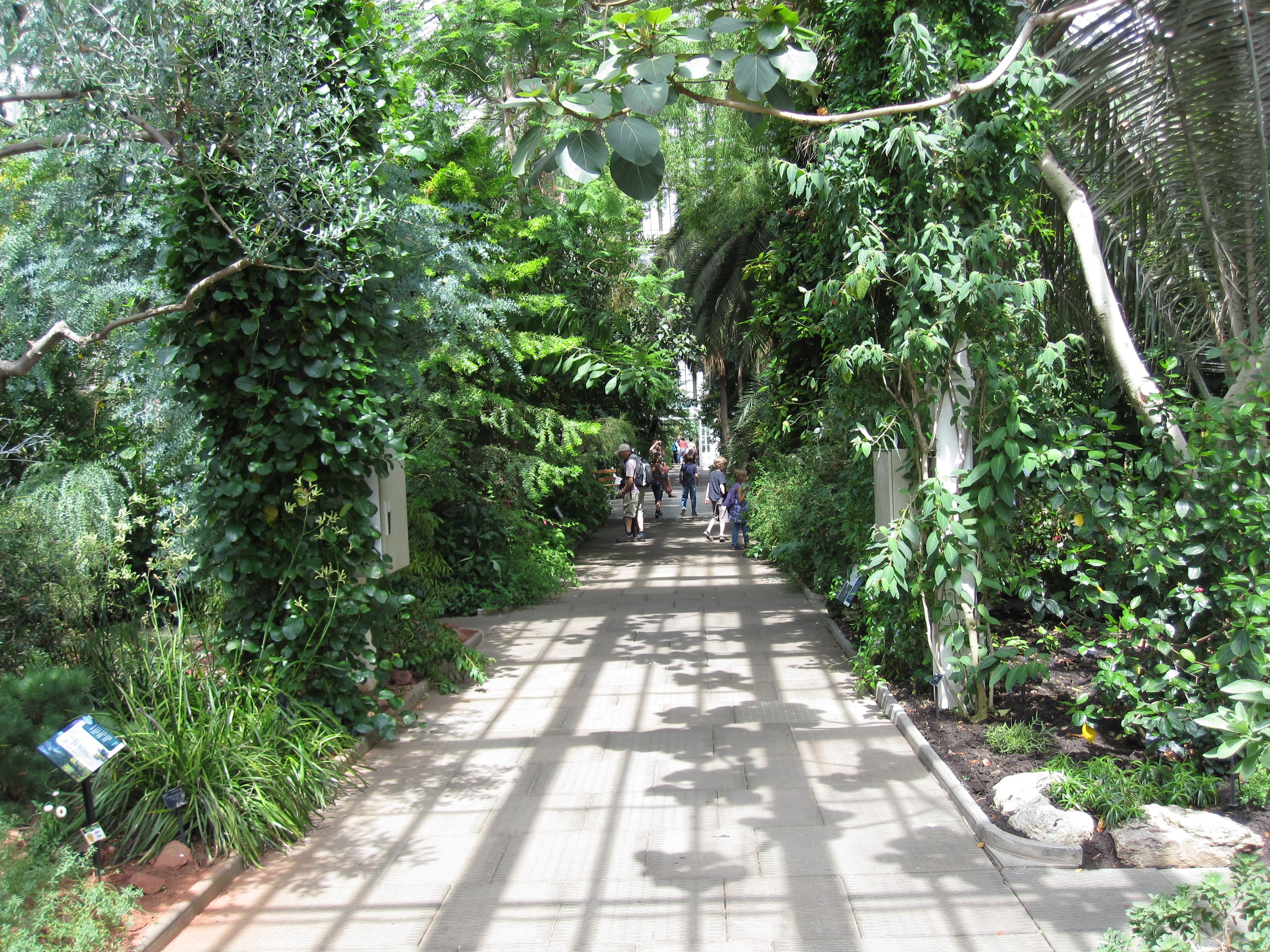
Dentro la Temperate House

Nel 2011 Kew ha lanciato un appello pubblico per la raccolta di 15 milioni di sterline per affrontare le riparazioni necessarie alla Temperate House. La prima costruzione in ghisa, ferro battuto e vetro, era strutturalmente solida, ma i vittoriani nascondevano caratteristiche utilitarie come i tubi di scarico all'interno delle colonne di pietra. L'acqua intorno al bordo dell'edificio portò a creare della ruggine sul ferro creando problemi alla muratura e gli elementi decorativi in legno stavano marcendo. Aveva subito un importante restauro nei primi anni 1980, ma è poi stato  restaurato nel 2014-2015 da Donald Insall Associates, sulla base del loro progetto di gestione della conservazione.
C'è una galleria nella sezione centrale da cui i visitatori possono guardare dall'alto quella parte della collezione. È stata riaperta al pubblico nel maggio 2018.
La superficie della serra è di 5700 m2, quasi il doppio di quella della Palm House.